# Fernão Dias Pais
Fernão Dias Pais (São Paulo, SP, c. 1608 - Sertão du Minas Gerais 1681), bandeirante pauliste fut connu comme le "Chasseur des Émeraudes"
Découvreur de forêts du Brésil, il était issu de famille riche et influente de la société pauliste, et fils de Pedro Dias Leme et de Maria Leite. 

## Biographie
En 1628, il a assumé la fonction de Contrôleur de rentes du Conseil Municipal.
Il participa à la fameuse bandeira de Antônio Raposo Tavares au Sud du Brésil en 1638. 
Défenseur de l’expulsion des Jésuites, qui n’étaient pas d’accord avec l'esclavage de l'indigène brésilien, il partit pour une nouvelle bandeira de 1644 à 1646, cette fois dans l'intérieur pauliste. 
En 1650, il administra la construction du monastère de São Bento dans la ville de São Paulo et fut juge ordinaire l'année suivante.
En 1653, il organisa une réconciliation entre Paulistes et Jésuites, mais organisa une nouvelle expédition à l'intérieur à la recherche d'Indiens pour l’esclavage. Il revint en 1665 avec plus de 4 000 Indiens qu'il ne parvint pas à vendre.
En 1671, il reçut l'ordre du gouverneur Afonso Furtado de Castro de pénétrer dans l'intérieur à la recherche des émeraudes de la mythique Serra de Sabarabuçu. Sa bandeira fut précédée de celle de Bartolomeu da Cunha Gago et de Matias Cardoso de Almeida. Il partit de São Paulo seulement le 21 juillet 1674, âgé de 66 ans, accompagné de plus de 600 hommes (environ 40 blancs et le restant des Indiens), entre eux son fils Garcia Rodrigues Pais, et son gendre Borba Gato.
Après avoir parcouru pendant quatre ans un long parcours dans les terres qui appartiennent actuellement à l'État du Minas Gerais, il y fonda quelques villages et trouva un lot de pierres vertes. Les pierres n'étaient pas des émeraudes mais bien des tourmalines mais Fernão Dias mourut de fièvre dans la forêt, ignorant son erreur.

Il est enterré au monastère de São Bento dont il fut le plus grand donateur.